# Saeb Jendeya
Saeb Jendeya (arabul: صائب جندية; Gáza, 1975. május 13. –) palesztin labdarúgóedző, hátvéd, a palesztin labdarúgó-válogatott szövetségi kapitánya.
Mióta 1998-ban az ország csatlakozott a Nemzetközi Labdarúgó-szövetséghez, Jendeya 70 meccset játszott. 1999-től 2009-es visszavonulásáig a válogatott szövetségi kapitánya volt, ez válogatott viszonylatban az egyik legtöbb. Egy gólt lőtt, Líbia ellen az 1999-es pánarab játékok 2–2-re végződött meccsének hosszabbításában. A góllal továbbjutottak, végül 3. helyen zártak.
A 2012-es tengerparti Ázsia-játékokon a bronzérmes palesztin strandlabdarúgó-válogatott csapatkapitánya volt.
2014. szeptember 11-én nevezték ki a válogatott élére ideiglenesen Jamal Mahmoud helyett.